# جیمی هیل
جیمی هیل (انگلیسی: Jimmy Hill؛ زادهٔ ۲۲ ژوئیهٔ ۱۹۲۸-درگذشته ۱۹ دسامبر ۲۰۱۵) یک بازیکن فوتبال اهل بریتانیا بود. او هم‌چنین سابقه مربیگری در باشگاه کاونتری سیتی و گزارشگری مسابقه‌های فوتبال برای بی‌بی‌سی را در کارنامه داشت.